# Lasioptera heterothalami
Lasioptera heterothalami är en tvåvingeart som beskrevs av Jean-Jacques Kieffer och Jörgensen 1910. Lasioptera heterothalami ingår i släktet Lasioptera och familjen gallmyggor. Inga underarter finns listade i Catalogue of Life.